# Кадашман-Енліль I
Кадашман-Енліль I (д/н — бл. 1360 до н. е.) — цар Вавилону близько 1374—1360 до н. е. Ім'я перекладається як «Він вірить в Енліль».

## Життєпис
Походив з Каситської (III Вавилонської) династії. Син царя Курігальзу I. Посів трон близько 1374 року до н. е. Продовжив політику попередників, спрямовану на захист кордонів та союз з Єгиптом. Водночас зберігав контроль над торговельним шляхом в Перській затоці до Південної Аравії та Індостану.
Відомий листуванням з фараоном Аменхотепом III (3 листа вавилонського царя, 2 — фараона). В своїх листах Кадашман-Енліль I дорікає фараонові в небажанні видавати свою дочку заміж за нього через те, що це не прийнято за єгипетськими звичаям. Натомість пропонує Аменхотепу III надіслати йому в дружини будь-яку знатну єгиптянку, з тим
щоб в Вавилонії він міг представити як єгипетську царівну. Кадашман-Енліль I відправив свою доньку в дружини фараона. В інших листах скаржиться, що жоден з його посланців не бачив своєї сестри при дворі фараона, дружиною якого та стала. Вавилонський цар крім того нарікає, що Аменхотеп III надсилає замало золота та коштовних матеріалів для свого будівельного проекту Кадашман-Енліля I, ймовірно, палацу або
храму.
Здійснив перебудови центральних храмів в Ніппурі та Ларсі. Помер Кадашман-Енліль I близько 1360 року дон. е. Йому спадкував брат Бурна-Буріаш II.